# Czesław Schabowski
Czesław Schabowski (ur. 22 listopada 1908 w Tarnobrzegu, zm. 19 maja 1987 w Szczecinie) – polski prozaik.
Był samoukiem. W latach 1940–1941 pracował fizycznie na terenie ZSRR. W latach 1939–1940 był działaczem kulturowo-oświatowym w Druskiennikach. W latach 1941–1945 przebywał w III Rzeszy. Po wojnie bardzo krótko mieszkał w Łodzi, przez 10 lat w Sobieszowie - obecnie dzielnicy Jeleniej Góry, a od 1956 roku w Szczecinie. Pracował w różnych zawodach. Był między innymi rybakiem na Zalewie Szczecińskim. Jako pisarz debiutował w 1945 roku na łamach tygodnika  „Odra”. W 1970 roku otrzymał nagrodę Wojewódzkiej Rady Narodowej w Szczecinie. Pochowany został na Cmentarzu przy ul. Goleniowskiej w Szczecinie- Dąbiu.

## Twórczość
- Szarotki
- Tama
- To sprawa syna
- Pirat i Magdalena
- Wielka zatoka
- Lisy morskie
- Nie ma ulicy Zielonej
- Archipelag urzeczonych
- Na wylotówce
- Zbój lasowski
- Mój przyjaciel goj
- Pierwsze doświadczenia[1]